# Весёлое (Близнюковский район)
Весёлое (укр. Веселе), село,
Верхнесамарский сельский совет,
Близнюковский район,
Харьковская область.
Код КОАТУУ — 6320682003. Население по переписи 2001 г. составляет 215 (104/111 м/ж) человек.

## Географическое положение
Село Весёлое находится на левом берегу реки Самара, от реки его отделяет 0,5 км заливных лугов.
На противоположном берегу расположено село Варваровка.
Примыкает к селу Верхняя Самара.

## История
- 1675 — дата основания.

## Экономика
- В селе была молочно-товарная ферма (прекратила своё существование в 2000 г.).

## Культура
- Детский сад — был закрыт и разрушен (демонтирован местными жителями).
- Клуб — был закрыт, после использовался как склад, а после — разрушен (демонтирован местными жителями).